# Medhanie Redie
Medhanie Redie (30 giugno 1993) è un calciatore eritreo, centrocampista del Geza Banda.

## Carriera

### Club
Dal 2010 gioca in patria, nel Geza Banda.

### Nazionale
L'11 novembre 2011 ha esordito con la Nazionale eritrea nella partita pareggiata per 1-1 contro il Rwanda e valevole per le qualificazioni ai Mondiali 2014.